# Óscar Gil Osés
|  | Per a altres significats, vegeu «Óscar Gil». |

Óscar Gil Osés (Peralta, Navarra, 14 de juny de 1995) és un futbolista que juga en la demarcació de defensa i milita al CE Castelló.

## Trajectòria
Va arribar a les categories inferiors de l'Athletic el 2008, on ràpidament va anar progressant fins a arribar al Bilbao Athletic el 2013. Després de tres temporades, i un ascens a Segona Divisió amb el filial blanc-i-vermell, va ser seleccionat per realitzar la pretemporada 2016-2017 amb el primer equip conjuntament amb Yeray i Vesga. Finalment, va ser Yeray Álvarez el central triat per quedar-se en el primer equip i ell va ser cedit al Reial Oviedo. Va jugar com a titular, amb bastanta assiduïtat, en els primers mesos, però només va jugar un minut més des del mes de gener.
La temporada 2017-18, va tornar al Bilbao Athletic on es va assentar com a titular. El 10 de febrer de 2018 va disputar el seu partit número 100 al Bilbao Athletic en la victòria (2-1) davant el CD Mirandés. D'altra banda, el 25 d'octubre de 2017 va debutar amb l'Athletic Club en el partit de Copa davant la SD Formentera que va acabar 1-1.
El 2 d'agost de 2018, després de no haver estat renovat per l'Athletic Club, es va incorporar al Racing de Santander. Després d'any i mig en el conjunt càntabre, al gener de 2020 va marxar cedit a l'Atlètic Balears fins a final de temporada.
El 8 de juliol de 201 va ser un dels fitxatges que va anunciar la SD Amorebieta, que acabava d'ascendir a la Segona Divisió.

## Internacional
Va ser internacional sub-17, sub-18 i sub-19 amb la selecció espanyola.